# Тајни агент Изи
Тајни агент Изи је измишљени цртани и главни лик интерактивне телевизијске игрице, која је приказивана у почетку на телевизији Пинк од 2. септембра 2002. до 13. јуна 2003, затим је прешла на БК телевизији од 16. јуна 2003. до 10. септембра 2004, затим је на Хепи ТВ од 21. септембра 2004. до 2005, а 6 година касније на Б92 од 17. септембра 2007. до 29. августа 2008. и на Фокс телевизији од 16. марта до 18. септембра 2009, сваког радног дана од 18:30 до 19:00. У њој су учествовала деца, која су уз сагласност родитеља позивала телефоном и учествовала у игри. Најбољи такмичари добијали су награде, а неки од њих су били и гости у емисији. У данима, новогодишњих и божићних празника, емитоване су специјалне емисије, са већим временским трајањем. Игрица је дело програмера Предрага Бећирића и Небојше Станковића.

## Радња
Игрица се одвија у измишљеном граду Мјаујорку, који живи као и сваки други велики град. Главни лик је плави мачор, тајни агент Изи, који носи наранџасту кравату и тамноплаве наочаре. Изи је врло спретан: он се санка, клиза, вози скејт, скутер, лети змајем, спушта се падобраном, управља авионом, скија на води, пење уз планину, рони, вере по ивицама зграда — и ради готово све што може да се очекује од једног правог мачјег Џејмса Бонда.
Његов задатак је да води рачуна о реду и миру у граду и чува своју љубав Лору, од злог пацова Грим Де Вита и његовог глупавог помоћника, пса Хектора, који изнова успевају да је киднапују. Њих двојица имају помоћ од стране својих неваљалих следбеника, вране Цане и алигатора Гагалигатора. Изију помоћ пружају: шеф, који му саопштава вести о кретању негативаца, мишица Аида, која воли оперско певање и канаринац Оги, који је ту да помогне са чаробним клупком.

## О игри
Игра има 4 сезоне, а свака се састоји од три нивоа, док је први ниво, подељен на два поднивоа. У првом нивоу сакупљају поене, који су у облику срца и чаробно клупко, које им је потребно за други ниво. На половини првог нивоа, морају да укоче, како би наставили са игром. У другом нивоу, главну улогу има чаробно клупко, које мора да издржи, како би Изи стигао до циља. Око чаробног клупка, велику помоћ пружа канаринац Оги. Ако је такмичар сакупио довољно чаробног клупка, прећи ће на трећи, последњи ниво. Тамо се Изи бори да спасе Лору, а уколико у томе и успе, на крају пацова Грим Де Вита и пса Хектора, изубија мишица Аида. Игра се завршава са заједничком сликом Изија и Лоре, који су заједно.
Играчи имају три живота и користе тастере на телефону: 2- горе, 4- лево, 6- десно, 8- доле и 0- кочење. Током игрице, пролазе кроз разне делове града и морају да избегавају разноразне препреке на путу, како би стигли до циља. Успех играча се мери бројем поена, који је освоји током игре и позицијом на бодовној табели, коју Изи на крају емисије објави из свог рачунара.

## Форма игре
Игрица започиње позивом шефа, који обавештава Изија, о активностима зликоваца и упутствима о томе шта треба да уради, како би их спречио да учине злодела и спречи киднаповање своје девојке Лоре. Након тога, Изи креће у мисију спасавања своје девојке и сваки пут изговара реченицу: „Ово је права мизија за Изија”!
У једном моменту између два дела, првог нивоа, Изи мора да стане, због семафора, како би патке и баке, а и аутомобили прешли. На крају првог нивоа, Грим Де Вит, наређује Хектору, да учини неко лоше дело, како би зауставио Изија у наставку мисије. За наставак му је потребно чаробно клупко, које му развлачи Оги, а које може да пукне, уколико га нема довољно.
Уколико успешно пређе други ниво, Изија очекује завршни ниво, у којем треба да ослободи своју девојку Лору. У њему, зликовци држе заробљену Лору, а Изи мора да се бори против Хектора, који на њега баца свашта, а да сакупља ствари које му баца Лора, а то су кључеви, делове кишобрана и скулптуре. Ако ослободи Лору, зликовце обавезно докрајчи Аида, а Изи и Лора остају заједно.

## Сезоне игре
Игрица поседује 4 сезоне. Свака сезона се емитује, у зависности од годишњег доба. Тако, да се може рећи, да једна сезона емисије траје око три месеца. Свака сезона садржи другачије препреке, места, начине кретања и превозна средства, које Изи користи током игре, али и начин, до којег се мора доћи, да би се ослободила Лора.
1. МЈАУТОМОБИЛСКА ГРОЗНИЦА
Ово је прва сезона игрице и односи се на пролећни део. У њој Изи мора да спаси Лору, пошто су зликовци искочили из шахте и одвели је колима. Он се на тротинету креће улицама Мјаујорка, лево и десно, где избегава рупе, аутомобиле, камионе и аутобусе. Када успе да стигне зликовце, Хектор успева да својим чељустима прегризе ланце, који држе мост. Тада, Оги пребацује чаробно клупко до друге стране и Изи се креће горе/доле. Ту избегава вране и алигаторе, као и авионе, који му иду у сусрет. Када успешно пређе срушени мост, стиже до јазбине на отпаду. Ту сакупља кључеве, како би отворио кавез у којем је Лора, водећи реда, да га нека од канти за ђубре, које баца Хектор, не би погодила. Изи се креће лево или десно.
2. БАЛ НА ВОДИ
Ово је друга сезона и води се као летња верзија. Изи покушава да спасе Лору од зликоваца који беже чамце, кроз воде Палма де Мјаујорке. На почетку он вози водени скутер, крећући се лево/десно, где избегава бурад, чамце, бродове, бове, стабла и зидове. При крају првог нивоа, Изи остаје без горива, али му Оги, привезује чаробно клупко за чамац, у коме су отмичари са његовом девојком. Наставак игрице је кроз кланац, где се исто креће, избегава шиљате стене, дрва, даске и камење. На крају, Лора је затворена у пећини испод водопада, а да би је Изи спасио мора да сакупи све делове кишобрана, док на њега лете слепи мишеви, како би прошао испод водопада. А познато је да се мачке плаше воде.
3. МАЧКЕЛАНЂЕЛОВА СКУЛПТУРА
Ово је трећа сезона и обухвата јесен. На почетку, Изи на ролерима јури до Мационалне галерије. Тамо је Лора са децом из школе, а двоје деце су јако необична. Испоставља се, да су то Грим де Вит и Хектор, који поново киднапују његову љубав и покушавају да униште чувене Мачкеланђелове скулптуре. Изи вози ролере кроз галерију лево/десно и пази да не оштети неку од слика, антиквитета, скулптуре, ћупове и друге експонате. Када стигне до спрата неизграђеног дела зграде, Хектор прекида каблове и пада лифт. Након тога, Аида својим певањем разбија прозор, а Оги пребацује клупко на врх зграде и Изи почиње да се пење уз њу. Док се креће, лево/десно, он избегава прозоре, терасе, саксије и разне скеле. На врху зграде, Лора баца делове Мачкеланђелове скулптуре, које он сакупља, док скакуће лево/десно и избегава кутије које баца Хектор.
4. ГАРМИШ МАЧКЕНКИРХЕН
Ово је последња сезона и означава хладно време, снег и зиму. На почетку Изи и Лора се сликају на снегу у зимском одмаралишту Гармиш Мачкенкирхену. Одједном два Снешка Белића се претварају у добро познате зликовце. Ово је њихова коначна освета и са Лором беже на снежним моторним санкама, са циљем да изазову лавину и униште Мјаујорк. Изи узима санке и креће се лево/десно да избегава стабла, ледене статуе, продавнице сувенира, а када стигне пред крај, Хектор почиње да скаче, што изазива појаву ледених шиљака. Изи авантуру наставља, везујући се за клупко и возећи сноуборд. Препреке, које тамо избегава су сличне првом нивоу, само што још води рачуна о великом броју Снешка Белића на стази. Када стигне до њиховог скровишта, Лора баца велике грудве снега, како би њима зауставио лавину. Избегава алигаторе и вране, крећући се лево/десно. Многи сматрају, да је ово најлошија сезона и да је игрица, превише брза, да би се контролисала.

## Изи производи
Пошто је игрица доживела велики успех, компанија ЛУКСОР, која се бави продајом кондиторских производа, која су намењена деци, одлучила је да уврсти овог цртаног лика међу своје производе. Наиме, појавиле су се рекламе на којима Изи рекламира: флипс, бомбоне, карте за игру, новогодишње пакетиће, лутке, чоколадне кокице, пластична јаја, албуме за сличице, и тако даље. Уз сваки купљен производ, налазила су се изненађења у виду малих сличица за албум, самолепљивих тетоважа, фигурица, а у новогодишњем пакетићу и диск са игрицом Мјаутомобилска грозница.
Касније, је компанија Фриком увела сладоледе: Изи- чоколада и Лора- јагода, а на омоту сладоледа, били су кодови за игрицу, исту као што је била на телевизији, а која се играла на њиховом сајту. Најбољи такмичари на интернету, добијали су прилику, да буду гости у студију, где се снимала емисија и да још једном учествују.
Игрицу су пратила и два албума за самолепљиве сличице: Мјаутомобилска грозница и Бал на води. Такође, након њих у продаји се појавио стрип Изи Прес, у којем су описане разне авантуре становника Мјаујорка и одрастање и живот, тајног агента Изија. Делови стрипа, су у деловима, публиковани и у дечијем часопису Бумеранг.

## Новогодишња представа
Пред новогодишње празнике, организована је и представа Тајни агент Изи- до последњег поклона. Представа је трајала око 40 минута, а на сцени су били добро познати становници Мјаујорка, као и водитељ Милорад Мандић Манда. Представа се односила на план зликоваца, да покваре Нову годину, тако што ће отети Деда Мраза. У представи су коришћене добро познате песме из игрице. У Београду, представа се играла у великој дворани Дома Синдиката 22. децембра 2002, а касније и широм Србије.

## Водитељи и глумци
Неки од водитеља емисије били су: Милорад Мандић Манда, Ненад Ненадовић, Нина Лазаревић, Урош Здјелар, Марија Вељковић,  Сузана Лукић, Слободанка Латиновић, Ања Абрамовић и Милена. Изију је глас давао глумци Марко Живић, Лазар Дубовац и Милорад Мики Дамјановић. Гласове су позајмили:
- Милорад Мики Дамјановић - Тајни Агент Изи
- Милорад Мандић Манда/Небојша Станковић - Шеф
- Марко Живић/Срђан Михајловић - Грим Де Вит, Хектор
- Јелена Ђорђевић Поповић/Снежана Ненадовић/Исидора Тамара Тодоровић - Лора
- Михајло Миљушковић - Бакица, Аида, Оги